# غورميت رام رحيم سينغ
غورميت رام رحيم سينغ (من مواليد 15 أغسطس 1967)، هو غورو هندي، ومنتج موسيقي، ومغني وكاتب أغاني، ممثل، ومخرج. وهو رئيس المجموعة الاجتماعية ديرا ساشا سودا (دس) منذ 23 سبتمبر 1990. وضعته انديان إكسبريس في قائمة أقوى 100 شخصية هندية (حل في المرتبة 96) في عام 2015.
بالإضافة إلى الأنشطة ذات الصلة الدينية المباشرة، أصدر سينغ العديد من ألبومات الموسيقى والأفلام، والتي تدور عادة حول نفسه وتعاليمه. وعادة ما يكون في أفلامه هو الممثل والمخرج وكاتب وكاتب الأغاني، فضلا عن أدوار أخرى مختلفة؛ استقبل النقاد أفلامه بشكل سلبي، حيث اعتبرها الكثيرون دعاية وانتقدوا نوعيتها الرديئة.
كما شارك سينغ في الجدل. وقد اتهم سينغ بالسخرية من السيخ والشخصيات الدينية الهندوسية، وكذلك من أديفاسي (مجموعة قبلية). كما اتهم بالاغتصاب والقتل والإصابات القسرية. في 25 أغسطس 2017، أدين من قبل محكمة خاصة تابعة للمحكمة المركزية في بانشكولا هاريانا. ادانته أدت إلى أعمال شغب واسعة النطاق، مما تسبب في مقتل 36 شخص وإصابة أكثر من 300 شخص. وحكم عليه بالسجن لمدة 20 عامًا بعد إدانته باغتصاب امرأتين من أتباعه.

## روابط خارجية
- غورميت رام رحيم سينغ على موقع IMDb (الإنجليزية)
- غورميت رام رحيم سينغ على موقع ميوزك برينز (الإنجليزية)